# Diatrypa longixipha
Diatrypa longixipha is een rechtvleugelig insect uit de familie krekels (Gryllidae). De wetenschappelijke naam van deze soort is voor het eerst geldig gepubliceerd in 1930 door Lucien Chopard.